# Paul Kantner
Paul Lorin Kantner (ur. 17 marca 1941 w San Francisco, zm. 28 stycznia 2016 tamże) – amerykański gitarzysta i piosenkarz rockowy. W 1965 roku założył (wspólnie z Martym Balinem) zespół Jefferson Airplane. Następnie Kantner współtworzył grupę Jefferson Starship.
O piosenkach napisanych przez niego (np. „The Ballad of You and Me and Pooneil”) mówi się, że są to utwory dziwne i pogmatwane – tak jak ich autor. Kantner słynął bowiem z kontrowersyjnych poglądów. 
Muzyk miał dziecko z Grace Slick – wokalistką występującą wraz z nim w zespołach Jefferson Airplane, Jefferson Starship oraz Starship. Ich córka to China Kantner. Paul Kantner zmarł 28 stycznia 2016 z powodu niewydolności wielu narządów i wstrząsu septycznego, co było rezultatem wcześniejszego ataku serca.